# Euscorpius feti
Espèce
Euscorpius feti est une espèce de scorpions de la famille des Euscorpiidae.

## Distribution
Cette espèce se rencontre dans le Sud de la Dalmatie en Croatie sur Korčula et vers Dubrovnik et Cavtat et dans le Sud de la Bosnie-Herzégovine vers Trebinje et Zavala.
Sa présence est incertaine au Monténégro.

## Description
La femelle holotype mesure 34,89 mm. Euscorpius feti mesure de 35 à 38 mm.

## Étymologie
Cette espèce est nommée en l'honneur de Victor Fet.

## Publication originale
- Tropea, 2013 : A New Species of Euscorpius Thorell, 1876 from the Western Balkans (Scorpiones: Euscorpiidae). Euscorpius, no 174, p. 1-10 (texte intégral).